# Bnei Berak
Bnei Berak (hebräisch בְּנֵי בְּרַק Bnej Braq, arabisch بيني بيراك; es kommen weitere lateinische Schreibweisen vor, z. B. Bnei Brak, Benei Brak und B(e)ne B(e)raq) ist eine Stadt in Israel. Sie liegt nordöstlich von Tel Aviv und zählt zu deren Agglomeration Gusch Dan. In Bnei Brak leben 198.863 Einwohner (Stand 2018), von denen die meisten ultraorthodoxe Juden (Charedim) sind. Bei den Wahlen zur Knesset im Jahr 2006 wählten 81 % der Einwohner Bnei Braks ultraorthodoxe Parteien, weitere 7 % wählten religiös-zionistische Parteien. Die Stadt hat die höchste Bevölkerungsdichte in Israel und ist eine der ärmsten Städte Israels.

## Geschichte
Ein „Bnei Berak“ wird im Tanach (Jos 19,45 ) als eine Stadt im Gebiet des Stammes Dan erwähnt, dann auch im Talmud und in der Haggada von Pessach im Zusammenhang mit Rabbi Akiba.
Die heutige Stadt wurde am 14. Mai 1924 von Rabbi Yitzchak Gerstenkorn und einer Gruppe polnischer Chassidim gegründet. Am 20. September 1949 ging der Bahnhof Tel Aviv Zafon (Nordbahnhof) an der Jarqonbahn in Betrieb, der nahe, aber außerhalb der Grenzen dieser Stadt tatsächlich auf dem Gebiet Bnei Braqs liegt und seit 2000 auch nach ihm benannt ist. 1950 erhielt es den Status einer Stadtverwaltung.
Sie bildet eines der Hauptzentren des Tora-Studiums und chassidischer und anderer ultra-orthodoxer Gruppen weltweit. In Israel wird Bnei Berak neben Jerusalem als die Charedi-Stadt überhaupt angesehen.
Im Zuge der COVID-19-Pandemie wurde Bnei Berak am 2. April 2020 zu dem Ort in Israel mit dem höchsten Anteil an Infizierten, gemessen an der Zahl der Gesamtbevölkerung. Von etwa 200.000 Einwohnern hatten sich bis zum 2. April 2020 7030 mit dem Virus angesteckt. Der Ort wurde zur beschränkten Zone erklärt und durch die Polizei abgeriegelt. Armeeeinheiten führten auf freiwilliger Basis Evakuierungen durch. Die Einstufung als Sperrgebiet wurde am 16. April 2020 wieder aufgehoben.
2023 wird die Stadt mit der Roten Linie an das Danqal-Stadtbahnsystem der Metropole Tel Aviv angeschlossen. Die Rote Linie bedient die Stadt mit zwei Halten, einen an der Derech Ben-Gurion mit dem gleichen Namen und den Bahnhof Aharonowicz am Rechov Aharonowicz, benannt nach Re'uven Aharonowicz (1902–1975), dritter Bürgermeister der Stadt.

## Bürgermeister
- Hanoch Seibert – seit 2013 (Agudat Israel)
- Avraham Rubinstein – 2013
- Yaakov Asher, 2008–2013 (Degel haTora)
- Yissachar Frankenthal
- Mordechai Karelitz
- Yerachmiel Boyer
- Mosche Irenstein
- Schmuel Weinberg
- Yitzchak Meir
- Schimon Soroka
- Reuven Aharonovich
- Moshe Begno
- Yitzchak Gerstenkorn

## Städtepartnerschaft

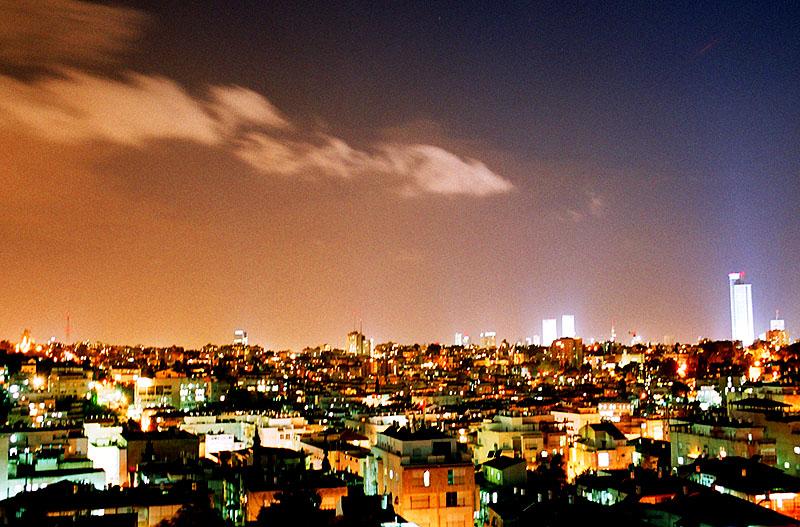
Blick über Bnei Berak im Ballungsraum Gusch Dan

Lakewood, New Jersey, Vereinigte Staaten, seit 31. Mai 2011

## Söhne und Töchter des Ortes
- Daniella Weiss (* 1945), ehemalige Bürgermeisterin von Kedumim
- David Rotem (1949–2015), Politiker
- Ahron Daum (1951–2018), Rabbiner des orthodoxen Judentums, Lehrer, Autor und Gemeinderabbiner in Frankfurt am Main
- Mosche Gafni (* 1952), Politiker
- Uri Gavriel (* 1955), Schauspieler
- Yigal Ravid (* 1957), Hörfunk- und Fernsehmoderator
- Uri Maklev (* 1957), Politiker
- Tuvia Tenenbom (* 1957), Autor, Regisseur und Theaterleiter
- Dan Nave (* 1960), Politiker (Likud-Block), Minister für Handel und Wirtschaft
- Sarah Blau (* 1973), Schriftstellerin
- Ariel Zeevi (* 1977), Judoka
- Motty Steinmetz (* 1992), Sänger
- Dor Hugi (* 1995), Fußballspieler
- Asaf Arania (* 2005), Fußballspieler